# The Original Remix Collection Volume 1
The Original Remixes Collection è un album realizzato dai Goblin e pubblicato nel 1999.
Più che una raccolta, si tratta di un rifacimento, cioè con brani remixati, appunto, dal noto gruppo. Vi ritroviamo tutte le migliori colonne sonore risuonate in stile "dance", cioè da poter ballare. Come sempre Claudio Simonetti alle tastiere, Massimo Morante alla chitarra elettrica ed acustica, Fabio Pignatelli al basso ed altre persone aggiunte e non accreditate come Goblin alla batteria.

## Tracce
1. Profondo Rosso (4:40)
2. Jennifer (6:05)
3. Tenebre (5:12)
4. Buio Omega (4:16)
5. Phenomena (5:43)
6. Suspiria (4:57)
7. Gamma (6:01)
8. Flashing (5:16)
9. Zombi (4:52)
10. Death Dies (4:31)
11. Aquaman (5:09)
12. Notte (Il Fantastico Viaggio del Bagarozzo Mark)(5:20)
13. Sleepwalking (4:17)
14. Jennifer's Friend (4:56)